# Drănic
Drănic es una comuna ubicada en el distrito de Dolj, Rumania.

## Superficie
Posee una superficie de 80,21 kilómetros cuadrados.

## Demografía
Hasta 2021 la población era de 2260 habitantes, con una densidad de población de 28,18 habitantes por kilómetro cuadrado.